# مینا گری
مینا گری (انگلیسی: Minna Grey) یک هنرپیشه اهل بریتانیا است.
وی بازیگر فیلم‌هایی همچون اهل جزیره من، دروغ خطرناک و زنان کوچک بوده است.